# Alan Dale (acteur)
Alan Hugh Dale (Dunedin, 6 mei 1947) is een acteur uit Nieuw-Zeeland, vooral bekend als Jim Robinson in Neighbours, Caleb Nichol in The O.C., Vice-President Prescott in 24, Bradford Meade in Ugly Betty en Charles Widmore in Lost. Hij was in Australië tien jaar getrouwd. In zijn tweede huwelijk (1990) trouwde hij met Miss Australië Tracey Pearson.
Dale wordt vaak gecast als succesvol zakenman. Hij is ook een van de acteurs die zowel in Star Trek als in Doctor Who hebben meegespeeld. Dale doet ook veel theaterwerk, heeft een eigen radioprogramma gehad en wordt vaak gevraagd voor voice-overs.

## Filmografie

### TV
- 1979–1982: The Young Doctors - Dr. John Forrest
- 1985-1993: Neighbours - 8 jaar lang speelde hij de rol van Jim Robinson
- 2000-2001: ER - Al Patterson
- 2002: The X-files - Toothpick Man
- 2002-2003: The West Wing- Secretary of Commerce Mitch Bryce
- 2003: JAG - NCIS directeur Tom Morrow
- 2003-2004: 24 - Vicepresident Jim Prescott
- 2003-2005: Navy NCIS: Naval Criminal Investigative Service - NCIS directeur / assistent-directeur Homeland Security Tom Morrow
- 2003-2005: The O.C. - Caleb, de vader van Kirsten
- 2006-2007: Ugly Betty - Bradford Meade
- 2006-2010: Lost - Charles Widmore, vader van Penny- vijand nummer 1.
- 2011-2013: Once Upon a Time - Koning George/Albert Spencer
- 2012-2013: Hot in Cleveland (8 afleveringen)
- 2017-2021: Dynasty - Joseph Anders

### Film
- 1989: Houseboat Horror - Evans
- 2002: Rent Control - George
- 2002: Star Trek: Nemesis - Praetor Hiren
- 2003: The Extreme Team - Richard Knowles
- 2003: Hollywood Homicide - Commandant Preston
- 2004: Straight Eye: The Movie - Kelly's vader
- 2004: After the Sunset - Hoofd beveiliging
- 2008: Indiana Jones and the Kingdom of the Crystal Skull - Generaal Ross
- 2010: Don't Be Afraid of the Dark - Jacoby
- 2011: Happy New Year (wacht op release) - Bill
- 2011: A Little Bit of Heaven - Dr. Sanders
- 2011: Priest - Monsignor Chamberlain
- 2011: The Girl with the Dragon Tattoo - Rechercheur Isaksson
- 2012: Tangled Ever After (korte film) - Priester
- 2014: Captain America: The Winter Soldier - Raadsman Rockwell

- Bibliothèque nationale de France: cb16959340t (data)
- Gemeinsame Normdatei: 1019893621
- International Standard Name Identifier: 0000 0000 5108 5957
- Library of Congress Control Number: no2008060149
- MusicBrainz: bedae3c4-7aa5-47c5-8f8c-04430a42d6dc
- SNAC: w69g78pc
- Virtual International Authority File: 29340404
- WorldCat: E39PBJxhgymMHP4Yhr68FFtxjC